# Маньковичи (парк)
Парк «Маньковичи» (бел. Парк «Манькавічы») — памятник природы в городе Столине Брестской области Беларуси. Парк основан в 1885 году Марией Доротеей де Кастеллян.

## История и описание
Парк «Маньковичи» является памятником природы республиканского значения. Он был основан в 1885 году Марией Доротеей де Кастеллян. Располагается парк на окраине города Столина, площадь парка около 30 га. В 1904 году в знак благодарности своей матери Марии де Кастеллян, которая основала этот парк, её сын Станислав Радзивилл установил в парке на опушке центральной поляны большой закладной камень (мемориальный камень).
Парк «Маньковичи» расположен на левом берегу реки Горынь. В парке росло более тридцати пяти видов растений: чёрная сосна, северный дуб, белая пихта, американская липа и другие.
В парк «Маньковичи» входят две аллеи. Главная аллея проходит через весь парк, ширина аллеи десять метров, её продолжительность составляет около километра, аллея редкостойная, клёны растут через десять метров. Вторая аллея неширокая, идёт через парк по его северной окраине, начиналась она на западной окраине парка от аллеи главной.
Во время Великой Отечественной войны парк сильно пострадал: снарядами и осколками было повреждено около 20 процентов древостоя, нацисты увезли оригинальные литые ворота парка. После Великой Отечественной войны в парке выполнялись работы по спасению повреждённых деревьев, благоустройству территории. В парке располагается Столинский районный краеведческий музей, музыкальная школа. Парк «Маньковичи» — одна из главных достопримечательностей города Столина.

## События и мероприятия
- Каждые 2 раза на год, в парке проходят районные соревнования по легкоатлетическому кроссу (весной и осенью)[4].
- 25-26 августа 2023 года XVII Республиканский экологический форум. В рамках XVII Республиканского экологического форума 25 августа 2023 года в парке заложена дубово-липовая аллея.